# 파주시

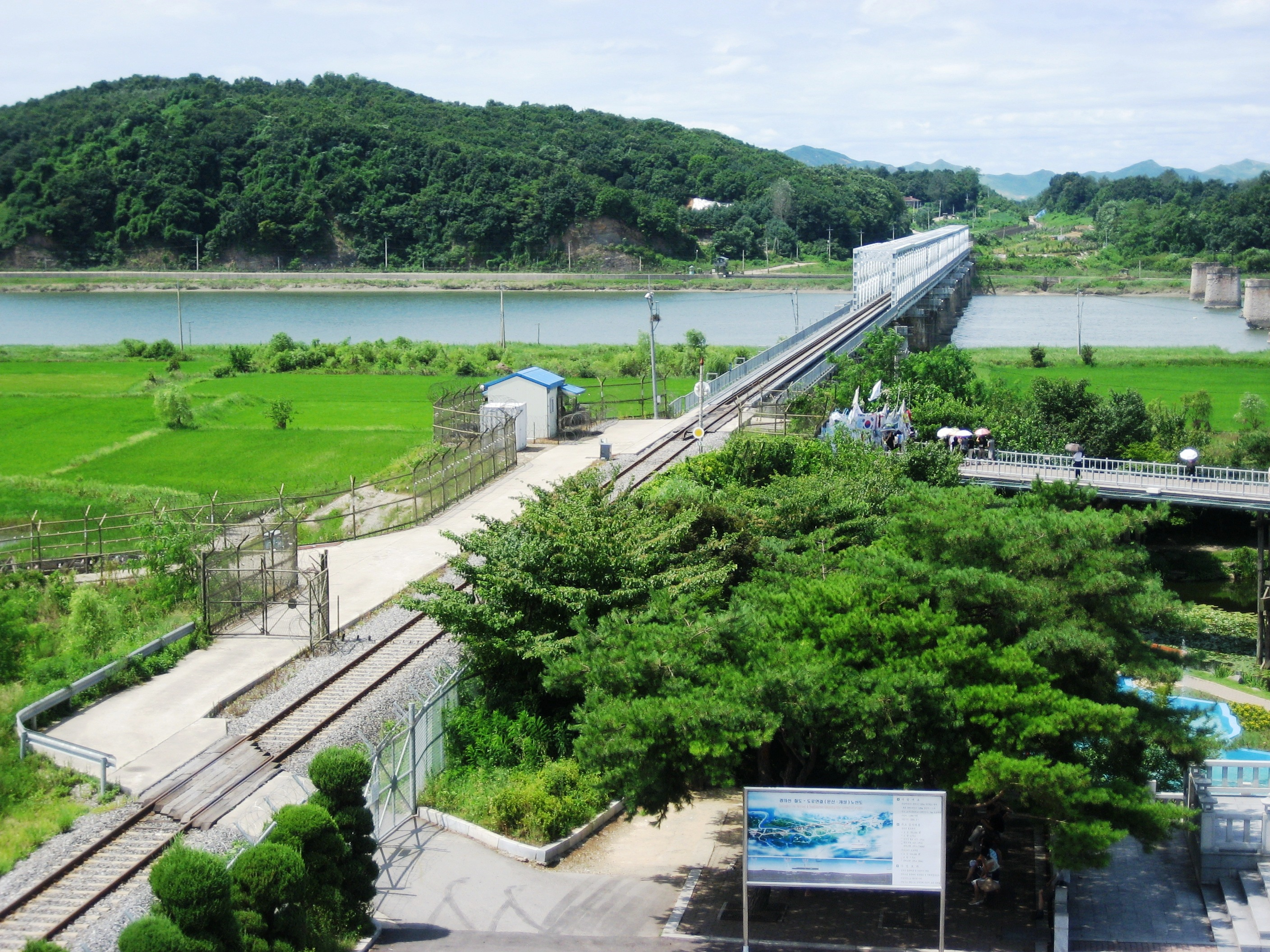
임진강을 건너는 철도선

파주시(坡州市)는 대한민국 경기도의 북서부에 위치하고 있는 시이다. 휴전 협정이 조인된 판문점이 있으며, 통일로·자유로 등의 도로가 있다. 남서쪽으로는 한강을 경계로 김포시가 있고, 남쪽으로는 고양시, 동쪽으로는 양주시, 동북쪽으로는 연천군과 경계를 이룬다. 1996년 3월 파주군에서 도농복합시 형태의 파주시로 승격하여 금촌읍이 분동되었다. 2003년부터 시작된 운정신도시 개발로 시의 남부 지역의 모습은 급격하게 변화하고 있다. 행정구역은 4읍 9면 10동이다.

## 역사
파주의 가장 오래된 기록은 '증보문헌비고'라는 책에서 언급되는데, 원래 고조선 땅이었다가 삼한 시대에는 마한에 속했고 초기엔 백제의 땅이었으나, 475년 고구려가 파주의 영토를 흡수함으로써 파주는 고구려의 땅이 되었다. 그 뒤 신라 진흥왕이 파주를 차지 하였다.
1170년 정중부의 난이 반란을 일으킨 곳이 바로 옛 장단군 지역이다. 파주라는 이름은 1459년 세조에 의해 목으로 승격되면서 제정되었는데, 파주라는 지명은 파주의 옛 지명 파해평사의 파(坡)와 고을이라는 뜻의 주(州)자를 합하여 이루어졌다.
| Daedongyeojido (Gyujanggak) 12-04.jpg | Daedongyeojido (Gyujanggak) 12-03.jpg |
| Daedongyeojido (Gyujanggak) 13-05.jpg | Daedongyeojido (Gyujanggak) 13-04.jpg |

- 475년 : 술미홀현(述彌忽縣)
- 고려 명종 때 : 서원현(瑞原縣)
- 1393년(조선 태조 2년) : 서원군(瑞原郡)으로 승격
- 1398년(태조 7년) : 파평현(坡平縣)을 병합하여 원평군(原平郡)이라고 함.
- 1459년(세조 5년) : 파주목으로 승격[3]
- 1895년(고종 32년) 6월 23일(음력 윤5월 1일) : 한성부 파주군[4]
- 1896년(건양 원년) 8월 4일 : 경기도 파주군[5]
- 1914년 4월 1일 : 교하군이 파주군에 편입되었다.[6](11면)
- 1934년 4월 1일 : 와석면(瓦石面), 청석면(靑石面)을 교하면으로 합면하였다.[7] (10면)
- 1945년 11월 4일 38선 이남의 연천군을 파주군에 편입하였다.[8] (12면)
- 1946년 2월 5일 남면을 양주군에 편입하였다. (11면)
- 1972년 12월 28일 : 장단군 장단면, 진동면, 진서면을 편입하고, 구 군내면을 면으로 복구하였다.[9] (15면)
- 1973년 7월 1일 : 아동면(衙洞面)을 금촌읍으로 승격하고, 임진면 일원과 월롱면 내포리를 합하여 문산읍으로 승격하였다.[10] 적성면 장파리가 파평면에 편입되었다.[11](2읍 13면)
- 1979년 5월 1일 : 군내면에 군내출장소를 설치하였다.
- 1980년 12월 1일 : 주내면을 주내읍으로 승격하였다.[12] (3읍 12면)
- 1983년 2월 15일 : 양주군 백석면 영장리·기산리를 파주군 광탄면에 편입하여 영장출장소를 설치하였고, 파평면 이천리를 문산읍으로 편입하고, 주내읍을 파주읍으로 개칭하였다.[13]
- 1987년 1월 1일 : 광탄면 기산리 일부를 양주군 백석면에 편입하였다.
- 1989년 4월 1일 : 천현면을 법원읍으로 승격하였다. 교하면 상지석리가 조리면에 편입되었다. (4읍 11면)
- 1996년 3월 1일 : 파주군 일원을 관할로 도농복합형태의 파주시가 설치되었고, 금촌읍을 폐지하고, 금촌1동·금촌2동을 설치하였다.[14] (3읍 11면 2행정동)
- 2002년 4월 1일 : 교하면과 조리면을 교하읍과 조리읍으로 각각 승격하였다. (5읍 9면 2행정동)
- 2003년 교하읍 일대에 파주 운정신도시가 착공되었다.
- 2011년 5월 1일 : 군내출장소를 장단출장소로 개칭하였다.[15]
- 2011년 7월 25일 : 금촌1동을 금촌1·3동으로 분동, 교하읍을 폐지하고 교하동·운정1·2·3동 설치(4읍 9면 7행정동)
- 2020년 12월 18일: 장단면 덕산리, 진서면 선적리의 지적을 복구하였다.
- 2021년 7월 1일 : 장단면, 군내면, 진서면, 진동면을 장단면으로 통합하였다.
- 2023년 1월 9일: 운정1동과 운정3동의 경의선 이동 지역을 분리해 운정4동을 설치하고, 교하동에서 운정5동, 운정6동을 분동한다.[16][17] (4읍 9면 10행정동)

## 지리
경기도의 중앙에서 약간 북서에 위치하고 북경에는 임진강, 서경에는 한강이 흐르며 지질은 석회암지대로 되어 있어서 카르스트 지형이 발달하여 있다. 광주산맥과 그 지맥의 반은 대체로 저평하고, 특히 임진강 하류와 한강 연안은 기름진 평야가 펼쳐져 농경지가 넓다.

### 기후
연교차가 큰 대륙성 기후를 띈다. 연평균 기온은 11.0℃, 1월 평균기온 -4.6℃, 8월 평균기온 24.9℃, 연평균 강수량 1295.8mm이다.
| 파주기상관측소 (파주시 문산읍 운천리, 해발 30.59m)의 기후 | 파주기상관측소 (파주시 문산읍 운천리, 해발 30.59m)의 기후 | 파주기상관측소 (파주시 문산읍 운천리, 해발 30.59m)의 기후 | 파주기상관측소 (파주시 문산읍 운천리, 해발 30.59m)의 기후 | 파주기상관측소 (파주시 문산읍 운천리, 해발 30.59m)의 기후 | 파주기상관측소 (파주시 문산읍 운천리, 해발 30.59m)의 기후 | 파주기상관측소 (파주시 문산읍 운천리, 해발 30.59m)의 기후 | 파주기상관측소 (파주시 문산읍 운천리, 해발 30.59m)의 기후 | 파주기상관측소 (파주시 문산읍 운천리, 해발 30.59m)의 기후 | 파주기상관측소 (파주시 문산읍 운천리, 해발 30.59m)의 기후 | 파주기상관측소 (파주시 문산읍 운천리, 해발 30.59m)의 기후 | 파주기상관측소 (파주시 문산읍 운천리, 해발 30.59m)의 기후 | 파주기상관측소 (파주시 문산읍 운천리, 해발 30.59m)의 기후 | 파주기상관측소 (파주시 문산읍 운천리, 해발 30.59m)의 기후 |
| 월                                                        | 1월                                                       | 2월                                                       | 3월                                                       | 4월                                                       | 5월                                                       | 6월                                                       | 7월                                                       | 8월                                                       | 9월                                                       | 10월                                                      | 11월                                                      | 12월                                                      | 연간                                                      |
| --------------------------------------------------------- | --------------------------------------------------------- | --------------------------------------------------------- | --------------------------------------------------------- | --------------------------------------------------------- | --------------------------------------------------------- | --------------------------------------------------------- | --------------------------------------------------------- | --------------------------------------------------------- | --------------------------------------------------------- | --------------------------------------------------------- | --------------------------------------------------------- | --------------------------------------------------------- | --------------------------------------------------------- |
| 역대 최고 기온 °C (°F)                                    | 13.4 (56.1)                                               | 17.4 (63.3)                                               | 23.1 (73.6)                                               | 32.0 (89.6)                                               | 32.0 (89.6)                                               | 35.3 (95.5)                                               | 36.7 (98.1)                                               | 37.6 (99.7)                                               | 34.5 (94.1)                                               | 29.0 (84.2)                                               | 26.1 (79.0)                                               | 16.2 (61.2)                                               | 37.6 (99.7)                                               |
| 일평균 최고 기온 °C (°F)                                  | 1.8 (35.2)                                                | 5.2 (41.4)                                                | 11.2 (52.2)                                               | 17.9 (64.2)                                               | 23.8 (74.8)                                               | 27.5 (81.5)                                               | 28.8 (83.8)                                               | 29.9 (85.8)                                               | 26.1 (79.0)                                               | 20.3 (68.5)                                               | 11.6 (52.9)                                               | 3.2 (37.8)                                                | 17.3 (63.1)                                               |
| 일일 평균 기온 °C (°F)                                    | −4.6 (23.7)                                               | −1.3 (29.7)                                               | 4.4 (39.9)                                                | 10.8 (51.4)                                               | 16.8 (62.2)                                               | 21.4 (70.5)                                               | 24.2 (75.6)                                               | 24.9 (76.8)                                               | 19.9 (67.8)                                               | 12.6 (54.7)                                               | 5.2 (41.4)                                                | −2.6 (27.3)                                               | 11.0 (51.8)                                               |
| 일평균 최저 기온 °C (°F)                                  | −10.6 (12.9)                                              | −7.3 (18.9)                                               | −1.9 (28.6)                                               | 4.1 (39.4)                                                | 10.7 (51.3)                                               | 16.5 (61.7)                                               | 20.8 (69.4)                                               | 21.2 (70.2)                                               | 15.1 (59.2)                                               | 6.5 (43.7)                                                | −0.4 (31.3)                                               | −8.0 (17.6)                                               | 5.6 (42.1)                                                |
| 역대 최저 기온 °C (°F)                                    | −25.9 (−14.6)                                             | −24.6 (−12.3)                                             | −10.9 (12.4)                                              | −5.0 (23.0)                                               | 1.7 (35.1)                                                | 9.1 (48.4)                                                | 14.3 (57.7)                                               | 11.5 (52.7)                                               | 4.2 (39.6)                                                | −5.5 (22.1)                                               | −11.1 (12.0)                                              | −20.1 (−4.2)                                              | −25.9 (−14.6)                                             |
| 평균 강수량 mm (인치)                                     | 17.4 (0.69)                                               | 27.9 (1.10)                                               | 31.5 (1.24)                                               | 74.2 (2.92)                                               | 102.0 (4.02)                                              | 107.4 (4.23)                                              | 395.2 (15.56)                                             | 282.9 (11.14)                                             | 134.5 (5.30)                                              | 50.1 (1.97)                                               | 52.7 (2.07)                                               | 20.0 (0.79)                                               | 1,295.8 (51.02)                                           |
| 평균 강수일수 (≥ 0.1 mm)                                  | 4.6                                                       | 5.1                                                       | 7.0                                                       | 8.9                                                       | 8.9                                                       | 9.9                                                       | 15.8                                                      | 14.5                                                      | 8.4                                                       | 5.7                                                       | 8.8                                                       | 7.4                                                       | 105.0                                                     |
| 평균 상대 습도 (%)                                        | 65.2                                                      | 62.7                                                      | 62.2                                                      | 63.0                                                      | 69.6                                                      | 75.0                                                      | 84.1                                                      | 83.5                                                      | 79.4                                                      | 74.8                                                      | 71.4                                                      | 68.1                                                      | 71.6                                                      |
| 평균 월간 일조시간                                        | 193.0                                                     | 184.2                                                     | 212.4                                                     | 208.8                                                     | 234.4                                                     | 209.1                                                     | 137.6                                                     | 171.1                                                     | 187.5                                                     | 210.8                                                     | 163.6                                                     | 175.8                                                     | 2,288.3                                                   |
| 출처: 기상청 (평년값: 2002년~2020년, 극값: 2002년~현재)   |                                                           |                                                           |                                                           |                                                           |                                                           |                                                           |                                                           |                                                           |                                                           |                                                           |                                                           |                                                           |                                                           |

## 행정 구역
파주시의 행정 구역은 4읍 9면 10동 380통리로 구성되어 있고, 면적은 672.78 km2이다. 2016년 12월 31일 파주시의 주민등록 인구는 430,781명, 175,089가구이다. 2022년 5월 30일 파주시 인구가 50만 명을 돌파하였고 2024년 1월 29일 행정안전부로부터 이를 인정 받아 대도시로 승격됐다.
| 읍·면·동 | 한자    | 면적  | 인구    | 세대    |
| -------- | ------- | ----- | ------- | ------- |
| 문산읍   | 文山邑  | 47.23 | 47,641  | 21,465  |
| 조리읍   | 條里邑  | 27.53 | 29,706  | 12,539  |
| 파주읍   | 坡州邑  | 32.27 | 15,240  | 7,769   |
| 법원읍   | 法院邑  | 71.36 | 10,755  | 5,448   |
| 탄현면   | 炭縣面  | 61.77 | 14,523  | 7,119   |
| 광탄면   | 廣灘面  | 65.55 | 12,860  | 5,702   |
| 월롱면   | 月籠面  | 27.14 | 9,576   | 6,432   |
| 파평면   | 坡平面  | 39.04 | 3,950   | 2,000   |
| 적성면   | 積城面  | 91.75 | 7,255   | 3,547   |
| 장단면   | 長湍面  | 34.73 | 715     | 319     |
| 진서면   | 津西面  | 9.29  | 0       | 0       |
| 금촌1동  | 金村1洞 | 4.52  | 22,483  | 12,276  |
| 금촌2동  | 金村2洞 | 2.72  | 31,569  | 12,796  |
| 금촌3동  | 金村3洞 | 17.02 | 25,908  | 10,716  |
| 교하동   | 交河洞  | 28.44 | 8,426   | 3,884   |
| 운정1동  | 雲井1洞 | 5.29  | 51,214  | 20,861  |
| 운정2동  | 雲井2洞 | 3.21  | 64,921  | 24,697  |
| 운정3동  | 雲井3洞 | 3.90  | 69,560  | 27,151  |
| 운정4동  | 雲井4洞 | 6.42  | 23,942  | 10,200  |
| 운정5동  | 雲井5洞 | 5.44  | 46,464  | 17,526  |
| 운정6동  | 雲井6洞 | 2.92  | 24,095  | 10,518  |
| 파주시   | 坡州市  | 673.9 | 520,803 | 222,965 |

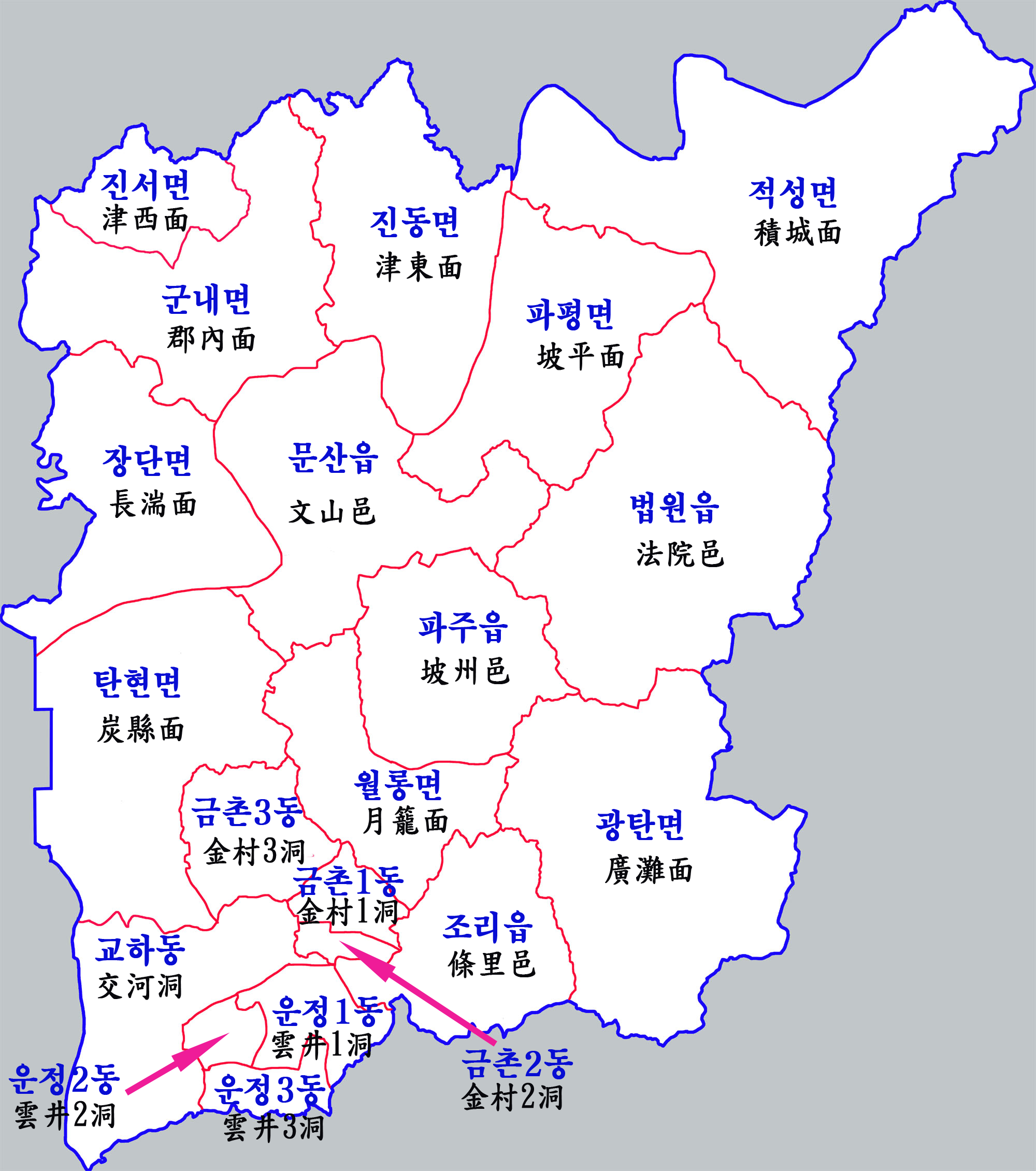

- 임진강 이북의 장단군 편입 지역(군내면·장단면·진동면·진서면)은 전부 민간인출입통제구역이고, 이 중 군내면 백연리·조산리와 진동면 동파리에만 민간인이 거주한다.

파주시 인구추이
| 연도   | 총인구    |  |
| ------ | --------- |  |
| 1960년 | 146,995명 |  |
| 1966년 | 194,441명 |  |
| 1970년 | 188,212명 |  |
| 1975년 | 166,080명 |  |
| 1980년 | 165,098명 |  |
| 1985년 | 164,804명 |  |
| 1990년 | 185,028명 |  |
| 1995년 | 163,379명 |  |
| 2000년 | 178,434명 |  |
| 2005년 | 242,241명 |  |
| 2010년 | 328,128명 |  |
| 2015년 | 422,037명 |  |
| 2024년 | 520,803명 |  |

## 산업

### 산업별 종사자 현황
2014년 파주시 총 종사자수는 154,813으로 경기도 총 종사자 수의 3.5%를 차지하고 있다. 이중 농림어업 (1차 산업)은 177명으로 비중이 낮고 광업 및 제조업(2차 산업)은 69,585명으로 44.9%의 비중으로 차지하고 상업 및 서비스업 (3차 산업)은 85,051명으로 54.9%의 비중을 차지한다. 2차 산업은 경기도 전체의 비중 (27.1%)보다 높고 3차 산업은 경기도 전체비중(72.9%)보다 낮다. 3차 산업 부분에서는 도소매업(11.5%), 숙박 및 음식점업(8.2%)과, 교육서비스업(6.0%), 운수업(6,0%)이 큰 비중을 차지하고 있다.

## 사업소 및 출장소
- 환경수도사업단
- 차량등록사업소
- 도로관리사업소
- 공원관리사업소
- 관광사업소
- 장단출장소

## 문화·관광
- 파주 삼릉
- 황보인 선생묘
- 감악산 산림공원
- 율곡 관광지
  - 자운서원
  - 이이 묘
  - 신사임당 묘
  - 화석정
- 황희 관광지
  - 반구정
- 허준묘

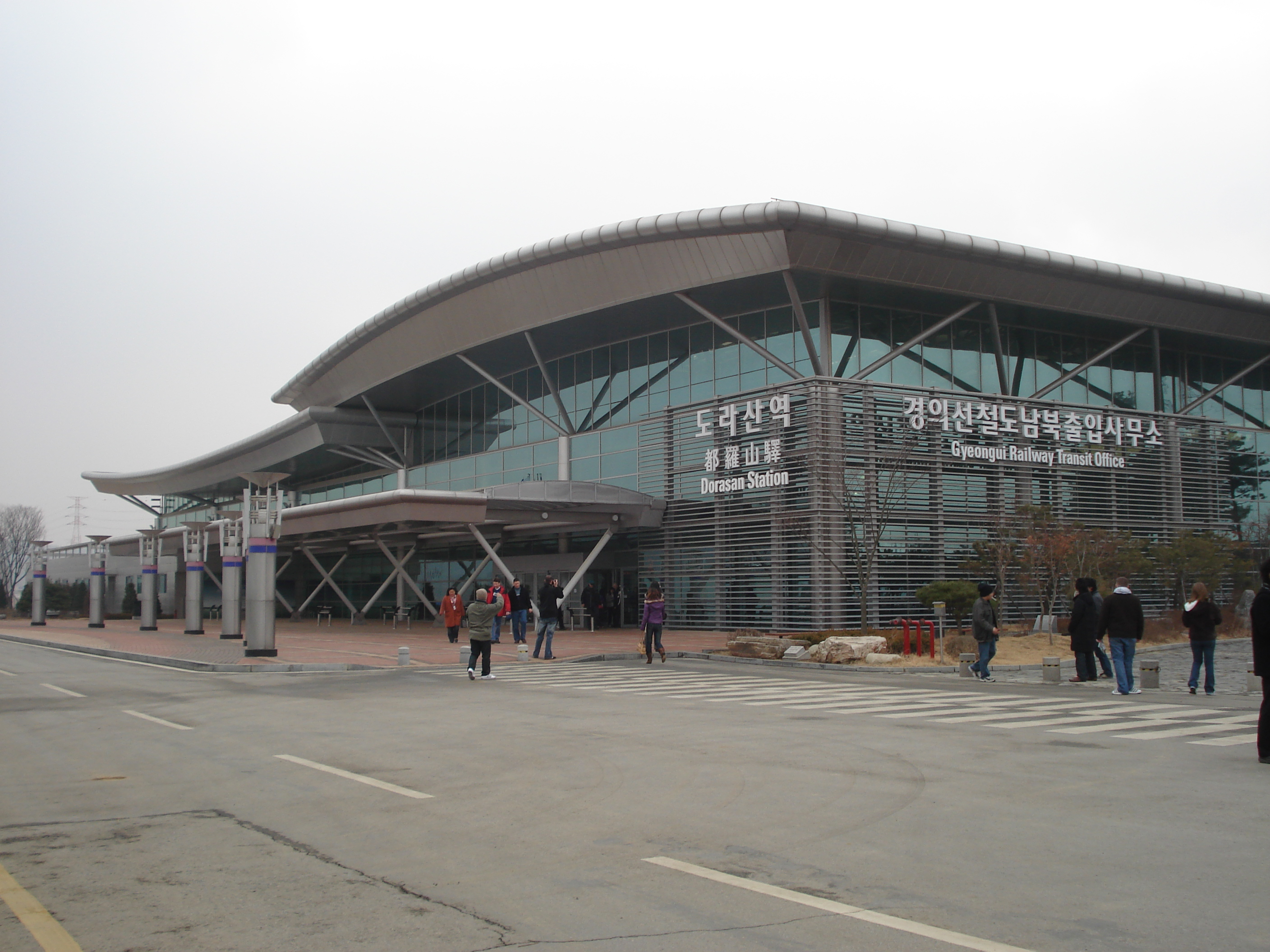
도라산역

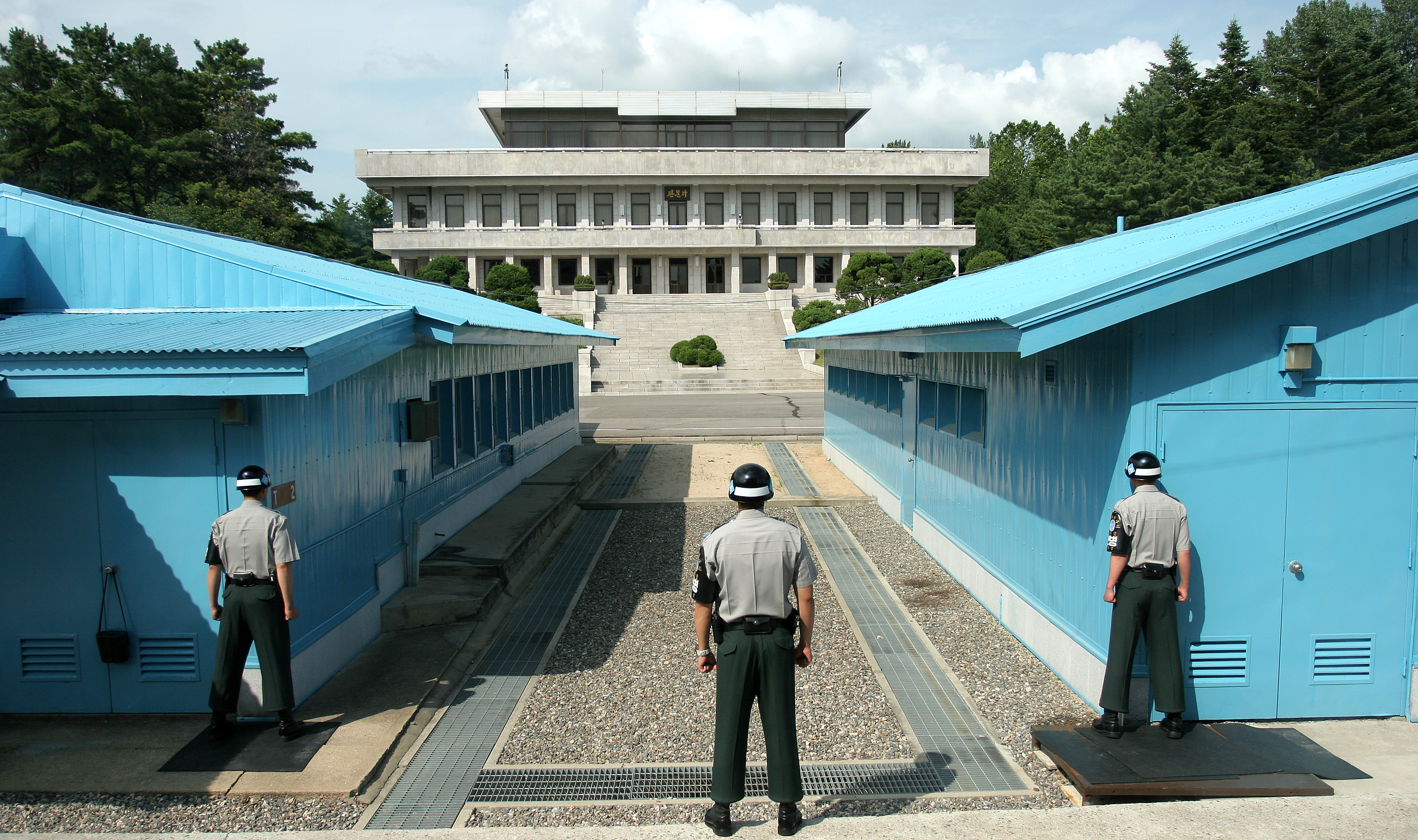
남쪽에서 바라본 판문점 공동경비구역

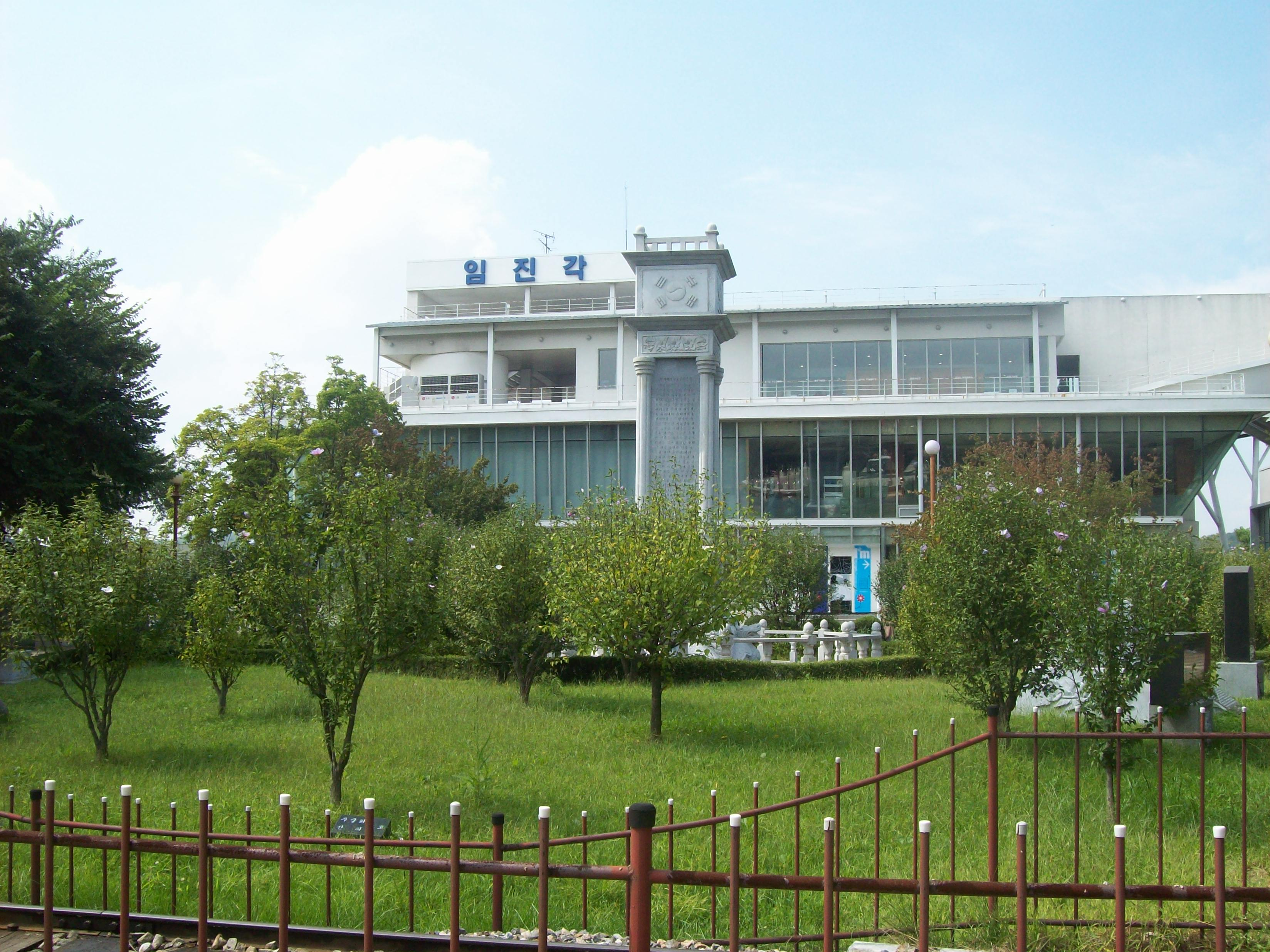
임진각국민관광지

- 파주 용미리 석불입상 (보물 제93호)
- 교하 김씨, 파평 윤씨 묘역
- 술이홀 통일박물관
- 두루뫼 박물관
- 영집궁시 박물관
- 판문점
- 제3땅굴
- 도라전망대
- 통일동산
  - 오두산 통일전망대
  - 헤이리 마을
  - 경기 영어마을 파주캠프
  - 장준하 공원
- 심학산 산림공원
- 금강산랜드
- 공릉 유원지
- 하니랜드
- 보광사
- 유일레저타운
- 파주출판도시
- 운정호수공원
- 경의선 임진강역, 도라산역
- 장단면 독수리월동지
- 벽초지수목원

## 교육
파주시는 고등학교 비평준화 지역으로, 고등학교 간에 서열이 존재한다.
- 사립전문대학

|  | - 두원공과대학교 파주캠퍼스 | - 서영대학교 파주캠퍼스 | - 웅지세무대학교 |

- 고등학교

|  | - 경기세무고등학교 - 교하고등학교 - 금촌고등학교 - 동패고등학교 - 문산고등학교 | - 문산제일고등학교 - 봉일천고등학교 - 운정고등학교 - 한빛고등학교 - 광탄고등학교 | - 문산수억고등학교 - 삼광고등학교 - 세경고등학교 - 율곡고등학교 - 파주고등학교 | - 파주여자고등학교 - 한민고등학교 |  |

- 중학교

|  | - 교하중학교 - 금릉중학교 - 금촌중학교 - 동패중학교 - 두일중학교 - 문산북중학교 | - 문산중학교 - 법원여자중학교 - 산내중학교 - 산들중학교 - 선유중학교 - 어유중학교 | - 지산중학교 - 탄현중학교 - 파평중학교 - 한가람중학교 - 한빛중학교 - 해솔중학교 | - 광탄중학교 - 문산동중학교 - 문산수억중학교 - 삼광중학교 - 율곡중학교 - 파주광일중학교 | - 파주중학교 |  |

- 초등학교

|  | - 가온초등학교 - 갈현초등학교 - 검산초등학교 - 교하초등학교 - 군내초등학교 - 금릉초등학교 - 금신초등학교 - 금촌초등학교 - 금향초등학교 - 금화초등학교 - 능안초등학교 | - 대성동초등학교 - 덕암초등학교 - 도마산초등학교 - 동패초등학교 - 두일초등학교 - 마정초등학교 - 마지초등학교 - 문발초등학교 - 문산동초등학교 - 문산초등학교 | - 봉일천초등학교 - 삼성초등학교 - 새금초등학교 - 산내초등학교 - 석곶초등학교 - 신산초등학교 - 심학초등학교 - 연풍초등학교 - 영도초등학교 - 와석초등학교 - 용미초등학교 | - 용연초등학교 - 운광초등학교 - 운정초등학교 - 웅담초등학교 - 월롱초등학교 - 임진초등학교 - 자유초등학교 - 장파초등학교 - 적서초등학교 - 적암초등학교 - 지산초등학교 | - 천현초등학교 - 청석초등학교 - 청암초등학교 - 탄현초등학교 - 통일초등학교 - 파양초등학교 - 파주대원초등학교 - 파주송화초등학교 - 파주와동초등학교 - 파주초등학교 - 파평초등학교 | - 한가람초등학교 - 한빛초등학교 - 해솔초등학교 |

- 특수학교

|  | - 새얼학교 | - 자운학교 |

### 시립도서관
- 중앙도서관
- 금촌도서관
- 문산도서관
- 행복어린이도서관
- 파주시법원도서관
- 적성도서관
- 교하도서관
- 해솔도서관
- 한빛도서관
- 가람도서관
- 금촌3동솔빛도서관
- 조리도서관
- 물푸레도서관

## 교통

### 철도

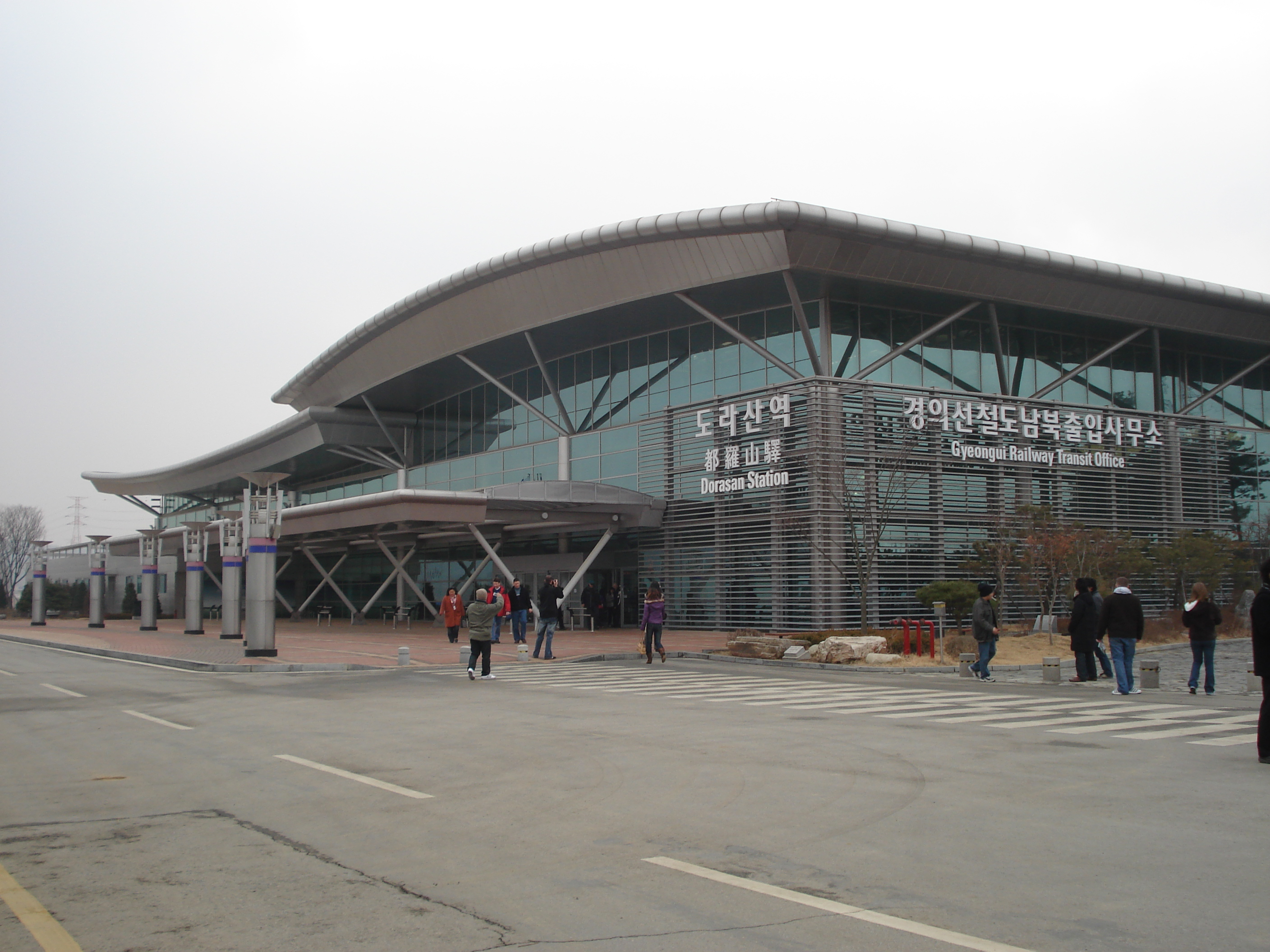
도라산역(경의선철도남북출입사무소)

- 한국철도공사
  - 경의선 (● 수도권 전철 경의·중앙선 운행)
(고양시 일산서구) ← 야당 - 운정 - 금릉 - 금촌 - 월롱 - 파주 - 문산 - 운천 - 임진강 - 도라산
    - 선로는 평부선과 연결되어 있다.
- SG레일
  - ● 수도권 광역급행철도 A노선
운정중앙역 → (고양시)

### 버스
- 시내버스 : 파주시의 시내버스, 파주시의 마을버스
- 시외버스 : 문산시외버스터미널, 금촌역시외버스정류장, 운정역시외버스정류장

### 고속 도로
고속도로
- 평택파주고속도로 : 금촌 나들목 - 월롱 나들목 - 산단 나들목 - 내포 나들목
- 수도권제2순환고속도로 : 법원 나들목

국도
- 국도 제1호선(통일로), 국도 제37호선, 국도 제77호선(자유로)

지방도
- 국가지원지방도 : 국가지원지방도 제56호선, 국가지원지방도 제78호선, 국가지원지방도 제98호선
- 일반지방도 : 지방도 제357호선 (제2자유로), 지방도 제358호선(경의로),  지방도 제359호선, 지방도 제360호선, 지방도 제363호선, 지방도 제364호선, 지방도 제367호선, 지방도 제371호선, 지방도 제372호선

주요 도로
- 자유로, 제2자유로, 경의로, 통일로 등

## 자매 우호도시 현황
| 지역 & 국가       | 도시                                   | 도시               |
| ----------------- | -------------------------------------- | ------------------ |
| 대한민국          | 강원특별자치도                         | 강릉시             |
| 대한민국          | 광주광역시                             | 동구               |
| 대한민국          | 서울특별시                             | 강남구             |
| 대한민국          | 서울특별시                             | 강북구             |
| 대한민국          | 전라남도                               | 광양시             |
| 남아프리카 공화국 |                                        | 스텔렌보쉬시       |
| 스페인            | 카스티야라만차주                       | 쿠엥카도 쿠엥카    |
| 일본              | 가나가와현                             | 하다노시           |
| 일본              | 나가사키현                             | 사세보시           |
| 중국              | 헤이룽장성(黑龙江省)                   | 진저우시(锦州市)   |
| 중국              | 헤이룽장성(黑龙江省)                   | 무단장시(牡丹江市) |
| 칠레              | 리베르타도르헤네랄베르나르도오이긴스주 | 랑카과             |
| 캐나다            | 브리티시컬럼비아주                     | 코퀴틀럼           |
| 튀르키예          | 에스키셰히르주                         | 에스키셰히르       |
| 오스트레일리아    | 퀸즐랜드주                             | 브리즈번 터움바    |

## 기타
파주시는 말라리아 위험 지역으로 지정되어 있어, 파주 주민들은 성분 헌혈 외의 헌혈에는 참여할 수 없다.
자유의 마을로 알려진  대성동이, 행정 구역 상으로는 파주시 군내면 조산리에 위치되어 있다.

## 스포츠

### 야구
| 리그명                | 구단명        | 창단연도 | 홈경기장               |
| --------------------- | ------------- | -------- | ---------------------- |
| 독립야구단 경기도리그 | 파주 챌린저스 | 2017년   | 익사이팅 챌린저스 파크 |

## 같이 보기
- 운정신도시